# Värmland
För andra betydelser, se Värmland (olika betydelser).
Värmland är ett landskap i västra Sverige, norr om Vänern. Ursprungligen räknades landskapet till Götaland, med Kilsbergens skogar som naturlig gräns mot Svealand i öster. Sedan 1815 räknas istället Värmland till Svealand. Landskapet är rikt på sjöar och skogar. Jordbruk finns främst på slättlandet nära Vänern och i dalgångarna som sträcker sig in i landskapet. I landskapet finns 5 500 kända fornlämningar.

## Geografi
Värmland gränsar i söder till Västergötland och Dalsland, i väster till Østlandet (i Norge) och i öster, Västmanland och Närke och i nordost till Dalarna.
Vänerkusten i söder är låglänt och flikig. Värmlandsnäs skjuter ut i Vänern som landskapets sydligaste del. Den största floden är Klarälven, som rinner genom Värmland från norr till söder och bildar ett delta vid utloppet i Vänern. Förutom Klarälvdalen finns flera andra stora dalgångar, ofta i nord-sydlig inriktning. I dessa finns stora sjöar och sjösystem, t.ex Glafsfjorden och Frykensjöarna.

## Vapen
Värmlands landskapsvapen är en blå örn med röd beväring i ett fält av silver.

## Landskapsnamnet
Namnet Värmland har samband med sjön Värmeln och dess utlopp till Vänern (idag Borgviksälven). Den fornsvenska formen Værmaland har förleden Værma som är genitiv pluralis av inbyggarbeteckningen *værmar 'de som bor vid älven *Værma'. Älvens namn kan syfta på att den var "varm", dvs. inte alltid frös till på vintern. Namnet Värmland, ursprungligen "värmarnas land", har sedan fått en utvidgad geografisk betydelse. Landskapet omnämns i Florenslängden, ursprungligen från 1103, i sin latinska form "Guarmelande".

## Historia

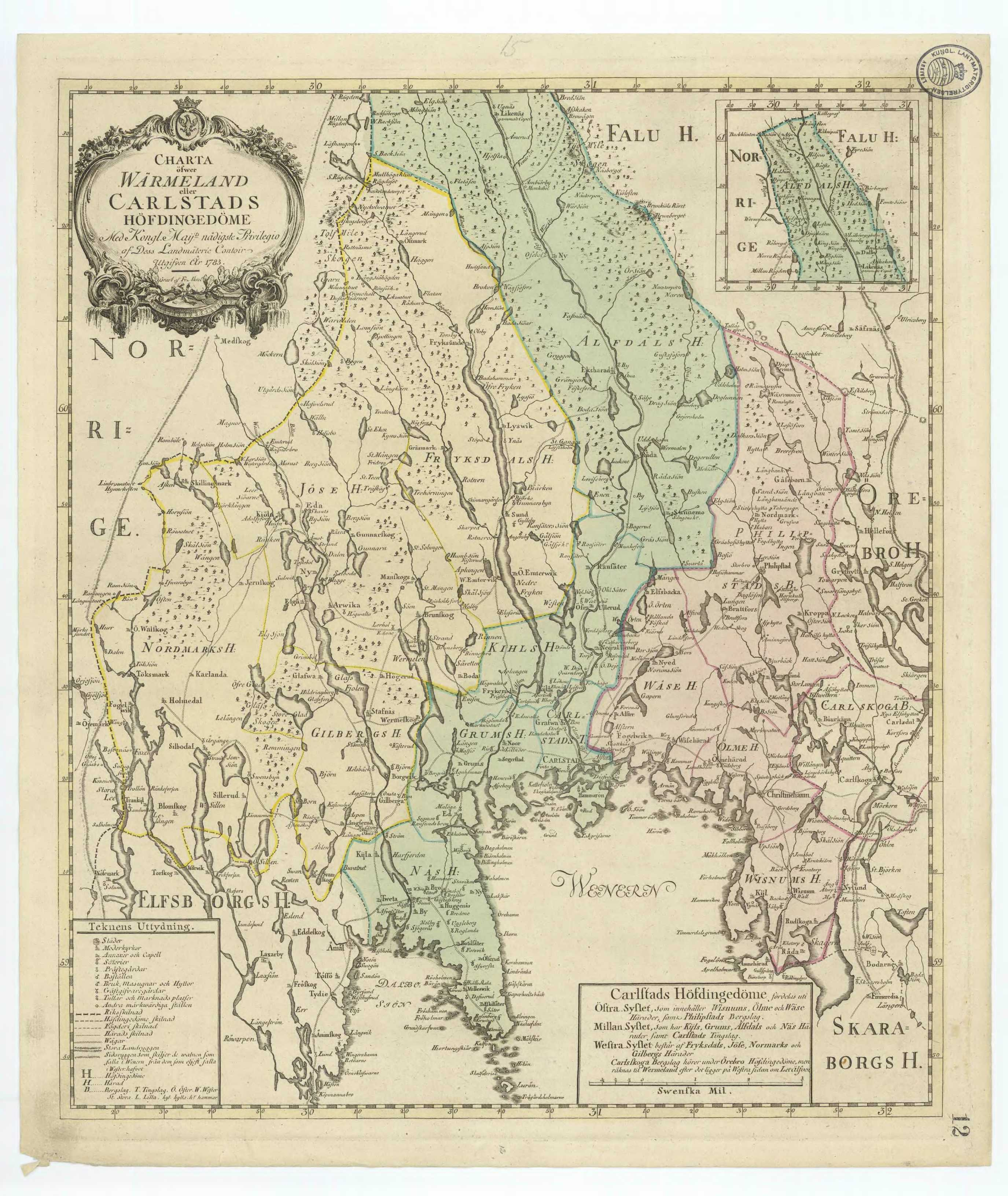
Generalkarta över Värmland från 1783.

De flesta fornminnena berör Värmlandsnäs och andra områden nära Vänern, men spridda fornminnen redan från bondestenålderns äldre skeden kan förekomma långt från Vänern. Hällkistor och rösen från äldre bronsåldern visar ungefär samma spridning i landskapets västra del, som en fortsättning från Dalsland och upp mot trakten av Charlottenberg. Järnålderns gravfält förstärker detta ytterligare. Enligt Snorre Sturlassons berättelser flydde sveakungen Olof Trätälja till Värmland, runt 600-talets slut, och många svear ska ha följt honom dit då kung Ivar Vidfamne ska ha varit grym, vilket medförde att många obygder befolkades, men sanningshalten i detta är okänd. Klart är i varje fall att Värmland har ett mindre antal kungshögar av samma slag som i Västergötland och i landskapen runt Mälaren, med en sannolik datering till yngre järnåldern. Dessutom finns många fornborgar från samma tid. Enligt legenden blev det hungersnöd på grund av den plötsliga och stora inflyttningen och att det inte fanns brukbar mark som kunde odlas upp. Folket i Värmland ska ha skyllt detta på att kung Olof inte blotat tillräckligt och därför mist gudarnas välvilja. Olof ska likt kung Domalde offrats till Oden. Därefter blev hans son Ingjald kung i Värmland. Efter det Olofs andre son Halvdan, som blivit kung i östra Norge, varvid Värmland kopplades till Norge. Enligt den medeltida isländska sagotraditionen skulle Värmland bekänts till Harald Hårfager under jarlarna Åke och senare hans son Ubbe. Dock nämner Adam av Bremen vid 1070 värmlänningarna som en av de "svenska stammarna" i Gesta Hammaburgensis ecclesiae pontificum och att de bodde i Sueoniae, Sueoniam eller Sueoniae (Adam är inte begreppskonsekvent i sin skildring).
Värmland synes i början av historisk tid ha haft goda förbindelser med Norge, och dess befolkning tog ännu på 1200-talet del i de norska inbördesstriderna, varvid stora bygder brändes ner. Denna Värmlands inriktning torde stå i samband med den goda förbindelse som den så kallade ”Edsvägen” mellan Värmland och Glommadalen utgjorde med sjöfartsled uppför Byälven och genom sjöarna Glafsfjorden och Ränken. I samband med Vänerlandskapens efter hand under medeltiden ökade förbindelser med Östsverige har även Värmland knutits fastare till det svenska riket. Landskapet var ett av Sveriges glesast befolkade områden under medeltiden, beroende på de stora vidderna i norr och de bergiga områdena längst i väster, men skilde sig inte mycket från andra landskap när det gäller den södra delen närmast Vänern. 
Värmland omfattade på 1300-talet nio härader och var administrativt indelat i två sysslor, Öster- och Västersysslan. I skattelängderna, som finns bevarande från mitten av 1500-talet, framgår det att befolkningen ökade kraftigt från 1600-talets början och seklerna därefter, men enligt domböcker och köpebrev handlade det till att börja med att man återupptog mark och gårdar som legat öde sedan digerdöden.
Värmlands befolkning verkar huvudsakligen ha levat av boskapsskötsel, där smör och oxar spelade en viktig roll i dess skatt under medeltiden och 1500-talet. Värmland höll under marsken Erik Kettilssons ledning fast vid Magnus Eriksson och Håkon under hela senare 1300-talet.
År 1437 ägde en bonderesning rum i Jösse härad med omnejd som riktade sig mot rådet och Karl Knutsson (Bonde). 
År 1580 började den finska invandring som befolkade en stor del av Värmlands ödebygder. Vid denna tid fick Värmlands järngruvor, som var kända från medeltiden, ett starkt uppsving och räknades redan på 1600-talet som synnerligen värdefulla. Av städerna tillkom Kristinehamn 1582, som förlorade stadsrättigheterna 1584 vilka återficks 1642, Karlstad 1584 och Filipstad 1611, som dock saknade stadsrättigheter mellan 1694 och 1835. Det värmländska bergsbruket kulminerade i betydelse mot slutet av 1700-talet. 
Statskuppen 1809 tog sin början i Värmland. Upproret började bland soldater och officerare i den del av den Västra armén, som var förlagd i Värmland och leddes av generalmajor Georg Adlersparre, pådriven av den radikala gardeskaptenen Carl Henrik Anckarsvärd. Georg Adlersparre var vid tiden överadjutant vid Värmlandsfördelningen, som utgjorde Västra arméns högra flygel. Natten mot den 7 mars 1809 tog upprorsmännen kontroll över Karlstad, där de ställde upp kanoner på torget och proklamerade ett revolutionsmanifest. Genom sin position vid Värmlandsfördelningen kunde Georg Adlersparre ta ledning över trupperna i trakten runt Karlstad. Den 9 mars 1809 påbörjade Georg Adlersparre och delar av Västra armén en marsch mot Stockholm för att avsätta Gustav IV Adolf som kung. Från Karlstad marscherade sammanlagt nära 2 000 soldater, och i Örebro och Västerås anslöt sig ytterligare 1 500 soldater. Den 12 mars 1809 fick Gustav IV Adolf bekräftat, att Västra armén hade gjort uppror. Då hade marschen passerat Örebro och hade endast omkring 150 kilometer kvar till Stockholm. Kungen beslutade sig då för att lämna Stockholm och bege sig mot Skåne, där han räknade med att få stöd från förmodat lojala trupper. För att förhindra kungen att fly, vilket hade kunnat resultera i ett inbördeskrig och förekomma marschen, arresterades kungen av en grupp gardesofficerare under ledning av Carl Johan Adlercreutz. Trots att kungen var arresterad fortsatte marschen mot Stockholm och Georg Adlersparre ignorerade sina instruktioner att anlända med endast en mindre del av sin styrka. De marscherande firade sitt intåg på Drottninggatan i Stockholm med fanor och klingande spel för att visa att man såg sig som segrare. Georg Adlersparre kom senare att bosätta sig i Gustavsviks herrgård utanför Kristinehamn.
Med gräns mot Norge blev Värmland inblandat i kronprins Karl Johans fälttåg mot Norge 1814. Stora trupprörelser skedde genom landskapet, som med sina två regementen även bidrog med förband och soldater till fälttåget. Värmlands regemente deltog med fyra bataljoner i fälttåget. Tre bataljoner ingick i den 9:e brigaden under överste Klingspor och en bataljon ingick i 10:e brigaden under överste Carl Pontus Gahn, som både ingick i den 5:e fördelningen under generalmajor Elof Rosenblad. Soldater från regementet deltog vid belägringen av Fredrikstens fästning och slagen vid Rakkestad, Askim och Langenes, Lier och Midskog. Värmlands fältjägarregemente ingick i Eberhard von Vegesacks avdelning och deltog i belägringen av Fredrikstens fästning, slaget vid Rakkestad och striderna vid Trögstad.
Värmlands län tillhörde de svenska län varifrån emigrationen var som störst, med 97 234 emigranter mellan 1850 och 1910, varav 77 574 till USA. Värmlands län hade den största utvandringen till USA bland samtliga svenska län under denna period.  Under samma tidsperiod valde många värmlänningar istället att ta anställning i och kring den expanderande sågverksindustrin längs Mellannorrlands kust. Av 1 169 363 personer födda i Värmland bodde 5 295 i Västernorrland år 1890. Dessutom försörjde sig många värmlänningar genom säsongsvisa arbetsvandringar som knallar under 1800-talet, exempelvis för att arbeta som pigor, i skogsnäringen och med hästhandel i Norrland och Norge.

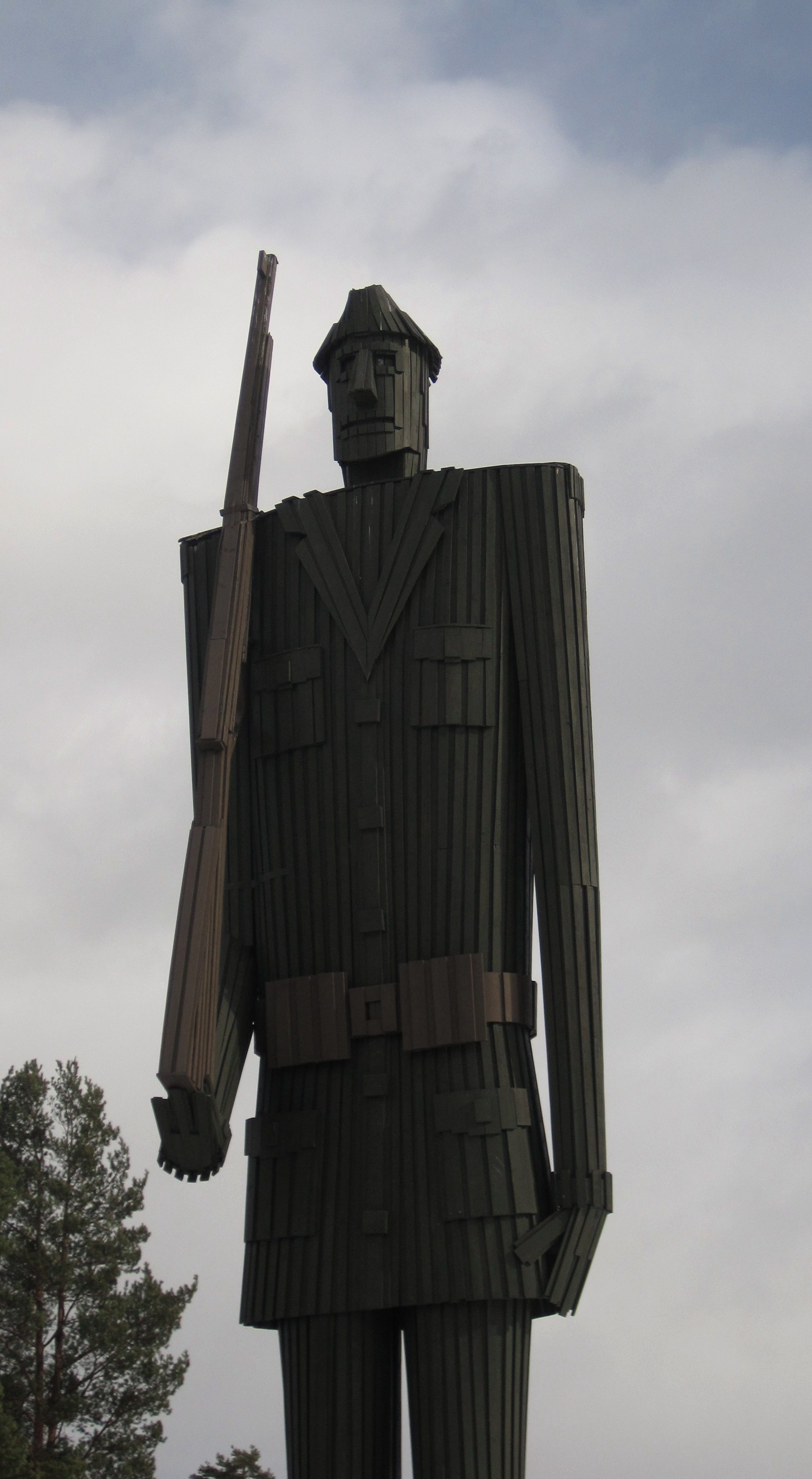
Träsoldaten i Charlottenberg, 61:an Martinsson, påminner om beredskapstiden.

Under andra världskriget blev Värmland föremål för omfattande militär aktivitet. Betydande delar av de väpnade styrkorna förlades i Värmland efter den tyska invasionen av Norge. I juni 1941 fanns nära 150 000 man inkallade i Värmland, inför det förmodade tyska anfallet på Sovjetunionen och då Tyskland krävde att få transportera den fullt utrustade Engelbrechtdivisionen på svenska järnvägar, från Charlottenberg till Haparanda. Vid denna tidpunkt genomfördes flera större militärövningar i Värmland, med fältförband tillförda från andra militärområden. Under sommaren 1943 fanns 85 000 man grupperade i Värmland, under den stora beredskapshöjningen i samband med att den svenska regeringen sade upp det så kallade transiteringsavtalet med Tyskland och då Sverige fruktade ett nära förstående tyskt anfall. Överbefälhavare Olof Thörnell bedömde att ett tyskt anfall mot Sverige skulle ske över Eda, Arvika och Karlstad, för att tyska styrkor snabbt skulle kunna ta sig till Stockholm.  Under sensommaren 1943 kan så mycket som 250 000 inkallade vid en tidpunkt ha funnits i Värmland.
Livet i de värmländska orterna vid gränsen mot Norge kom under beredskapstiden att präglas av den militära aktiviteten och det periodvis mycket spända läget. Filmen Gränsen från 2011 skildrar livet för de unga soldaterna som vaktade gränsen mellan Sverige och det tyskockuperade Norge under 1942. Filmen utspelar sig i norra Värmland och spelades in utanför Torsby.

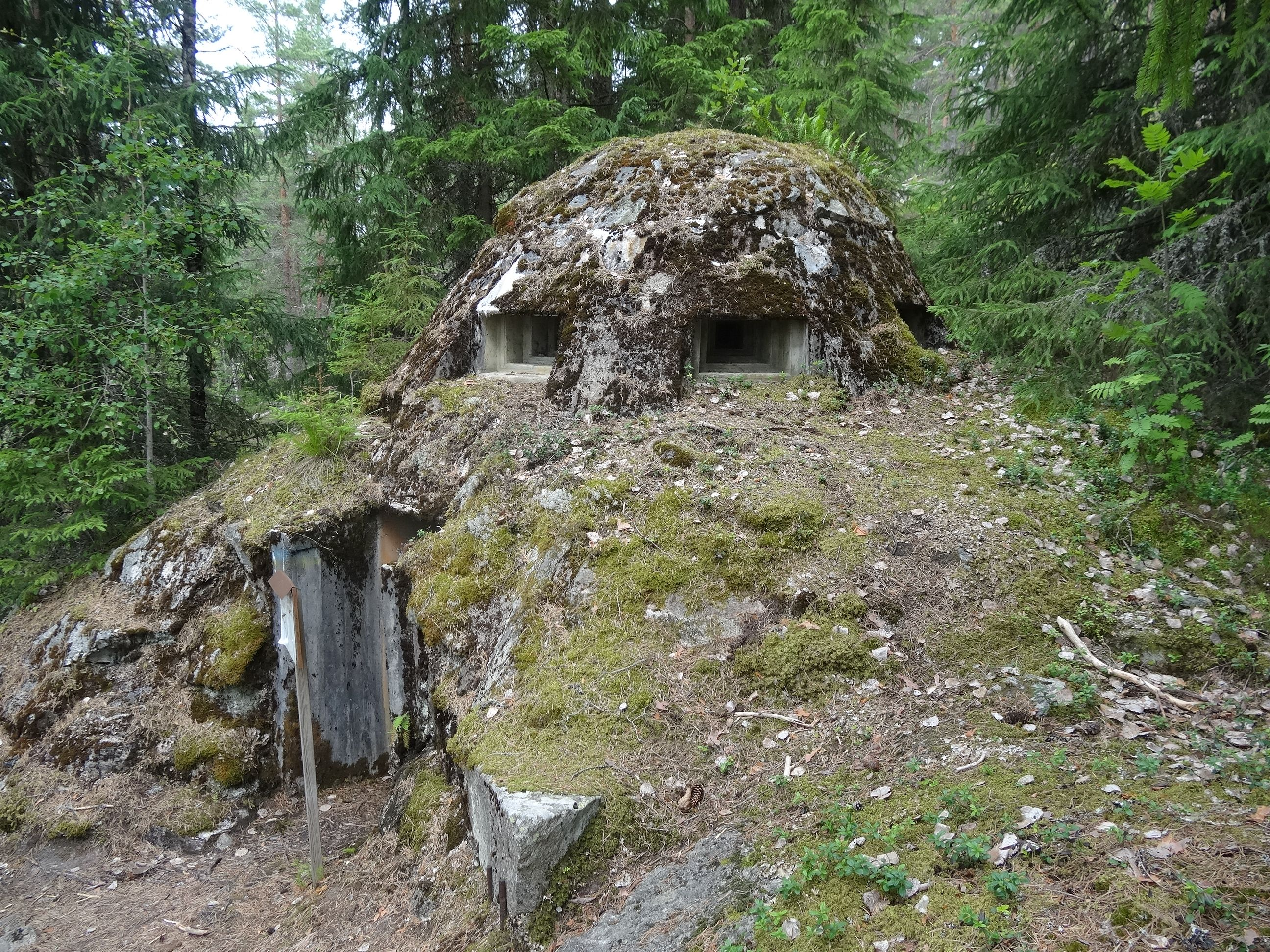
Kulsprutegevärshatt, så kallad "Kg-hatt", i Skansen Hultet.

 Vid unionsupplösningen 1905 avtalades att alla befästningsverk vid gränsen mellan Sverige och Norge skulle raseras, men den 23 april 1940 meddelade överbefälhavare Olof Thörnell att befästningsförbudet i den så kallade neutrala zonen var upphävt. Sverige påbörjade därefter ett omfattande försvarsbygge mot den norska gränsen, där gamla befästningsverk rustades upp och ett stort antal nya byggdes. Exempel på skansar som byggdes i Värmland under andra världskriget är Skans 164 Torsby (Torsby Skans) och  Skans 179 Höljes i Torsby kommun, Skans 153 Hultet (Skansen  Hultet) i Eda kommun och Skans 113 Borgvik i Grums kommun. Torsby Skans ingick Torsby befästningsområde. Det sammantagna befästningsområdet var 9 km långt och var Värmlands mest utbyggda, med skyddsrumsplatser för 3 277 soldater, 29 artilleriställningar och 4,5 km stridsvagnshinder. Skansen Hultet byggdes huvudsakligen 1940–1941, men utbyggnaden fortsatte ändra fram till 1945. Skansen bestod av flera skyddsrum, ett nätverk av täckta värn för kulsprutor och kulsprutegevär, pansarvärnsgarage och skyttevärn samt flera rader av stridsvagnshinder. Skansen Hultet har återställts med hjälp av lokala byalag och är idag öppen för allmänheten. Tidigare hemligstämplade dokument visar att Krigsmakten investerade nära 30 miljoner kronor i dåtidens penningvärde i befästningsverk i Värmland under andra världskriget. Det finns idag 12 000 försvarsobjekt, inklusive 123 skansar, i Värmland från andra världskriget.
Under kontinentalsystemets tid tog trähandeln på Göteborg fart tack vare gynnsam avsättning i England. Skogsbruk, träförädling och pappersfabrikation fick under 1900-talet en alltmer central roll i Värmlands näringsliv.
Värmland är titulärt hertigdöme för prins Carl Philip och prinsessan Sofia.

## Indelningar

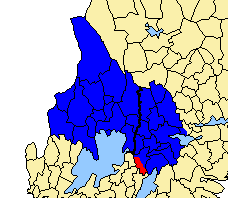
Närkes och Värmlands län 1654-1779. Blått var Närkes och Värmlands län. Rött är den del av Tiveden som 1967 lades till Örebro län.

### Indelningar före 1780
Senast i slutet av 1100-talet inrättades Värmlands lagsaga, där dock Nordmarks härad inte ingick förrän 1552.
Som slottslän kom området under 1200-talet att tillhöra Axevalla slott i Västergötland. Värmland användes under senare medeltiden ofta som de svenska drottningarnas livgeding, och hörde under senare 1500-talet till hertig Karls hertigdöme. 
Värmland hörde från äldsta tid under Skara stift, efter 1580 under Mariestads superintendenti och efter 1647 under Karlstads stift. 
Landskapet omfattade på 1300-talet nio härader och var administrativt indelat i två sysslor, Öster- och Västersysslan.
Från 1625 till 1639 var Värmland en del av Närkes och Värmlands län som då bestod av Närke, Värmland, Dalsland och Västmanlandsdelen av nuvarande Örebro län, förutom Fellingsbro härad. År 1639 bildades Värmlands län samt Örebro län vilket då omfattade då Närke och västra Västmanland. År 1654 inkorporerades Värmland i länet, varvid Närkes och Värmlands län återbildades. Delning år 1779 medförde att Värmlands län återskapades som eget län.

### Indelningar från 1780

#### Län och stift
Landskapet tillhör i huvudsak Värmlands län och Karlstad stift. 1817 överförde Karlskoga härad från Värmlands lagsaga som sedan 1827 i sin helhet överfördes dit.
Södra Råda socken (i Gullspångs kommun) tillfördes 1971 Skara stift och Skaraborgs län som nu tillhör Västra Götalands län, medan Degerfors och Karlskoga kommuner tillhör Örebro län.

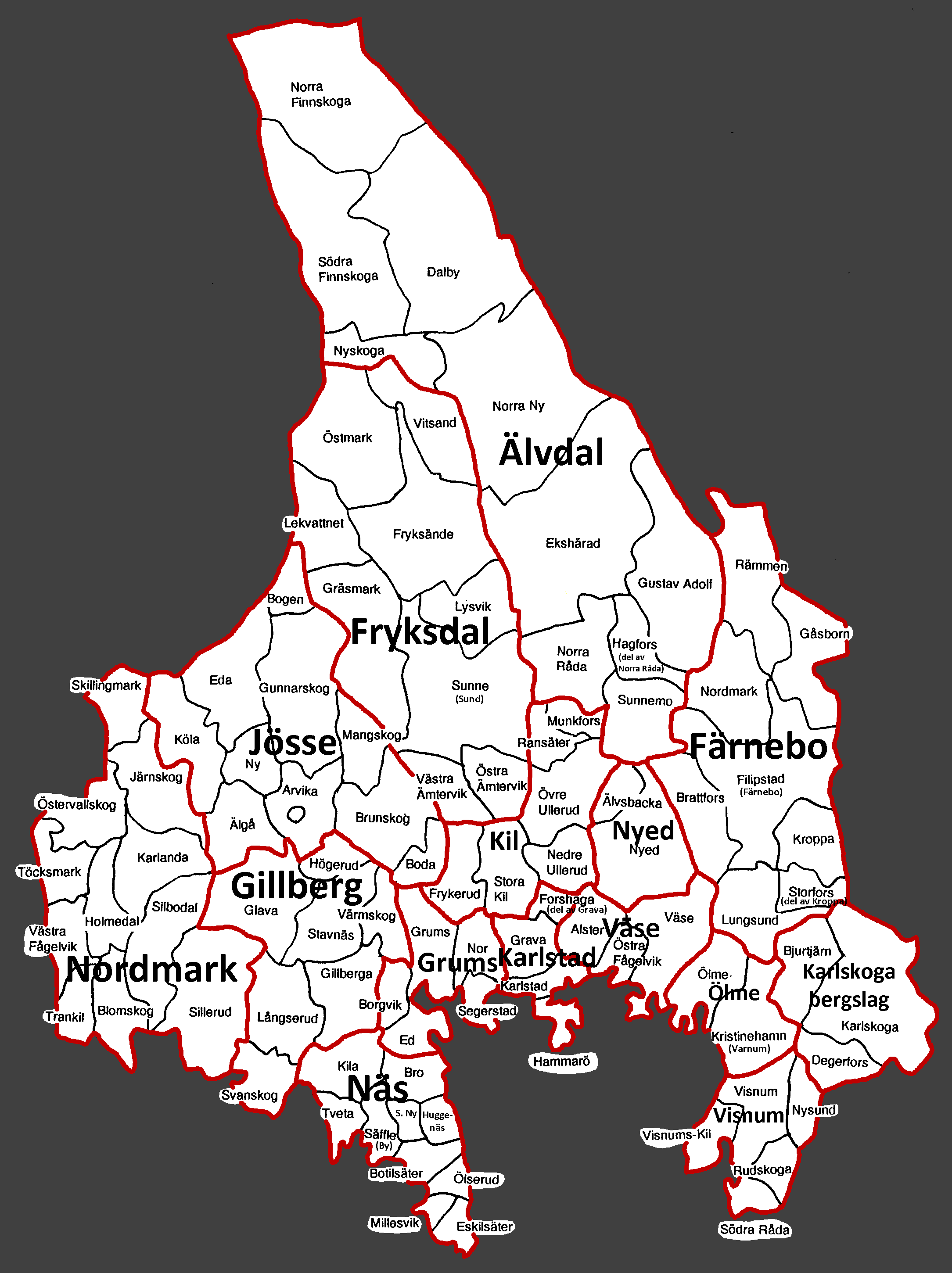
Karta över Värmlands socknar och härader.

#### Härader och städer
- Fryksdals härad
- Färnebo härad
- Gillbergs härad
- Grums härad
- Jösse härad
- Karlskoga bergslags härad
- Karlstads härad
- Kils härad
- Nordmarks härad
- Nyeds härad
- Näs härad
- Visnums härad
- Väse härad
- Älvdals härad
- Ölme härad

Följande städer i landskapet med gamla stadsprivilegier inrättades som stadskommuner när 1862 års kommunalförordningar trädde i kraft: Karlstads stad, Kristinehamns stad och Filipstads stad.
Under 1900-talet inrättades Arvika (1911), Hagfors (1950), Karlskoga (1940) och Säffle (1951, Sveriges sista stadsnybildning) som stadskommuner. Dessa nybildningar saknade egen jurisdiktion, och var stad under landsrätt. 1945 lades även Filipstad under landsrätt, vilket också skedde med Kristinehamn år 1966.

#### Socknar, fögderier, domsagor, tingslag och tingsrätter
Se respektive härad.

#### Kommuner från 1952 till 1970

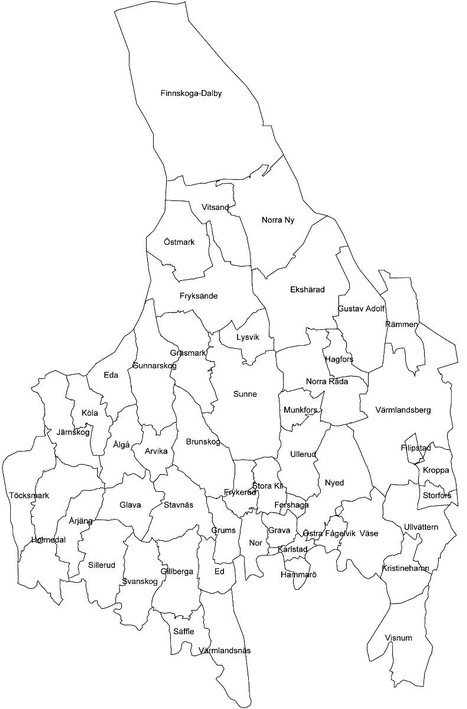
Kommuner i Värmlands län 1963-1966. Kartan visar kommunindelningen i länet efter att Stora Sunne landskommun blivit en del av Sunne köping 1963.

Städer (7 st):
| - Arvika stad - Filipstads stad - Hagfors stad - Karlskoga stad | - Karlstads stad - Kristinehamns stad - Säffle stad |

Köpingar (7 st):
| - Forshaga köping - Grums köping - Hammarö köping - Munkfors köping | - Storfors köping - Sunne köping - Årjängs köping |

Landskommuner (39 st):
| - Brunskogs landskommun - Eda landskommun - Eds landskommun - Ekshärads landskommun - Finnskoga-Dalby landskommun - Frykeruds landskommun - Fryksände landskommun - Gillberga landskommun - Glava landskommun - Grava landskommun - Gräsmarks landskommun - Gunnarskogs landskommun - Gustav Adolfs landskommun - Holmedals landskommun - Järnskogs landskommun - Kroppa landskommun - Köla landskommun - Lysviks landskommun - Norra Ny landskommun - Norra Råda landskommun | - Nors landskommun - Nyeds landskommun - Rämmens landskommun - Silleruds landskommun - Stavnäs landskommun - Stora Kils landskommun - Stora Sunne landskommun - Svanskogs landskommun - Töcksmarks landskommun - Ulleruds landskommun - Ullvätterns landskommun - Visnums landskommun - Vitsands landskommun - Värmlandsbergs landskommun - Värmlandsnäs landskommun - Väse landskommun - Älgå landskommun - Östmarks landskommun - Östra Fågelviks landskommun |

#### Kommuner från 1971
- Karlstads kommun
- Karlskoga kommun
- Arvika kommun
- Kristinehamns kommun
- Säffle kommun
- Hammarö kommun
- Sunne kommun
- Torsby kommun
- Hagfors kommun
- Kils kommun
- Forshaga kommun
- Filipstads kommun
- Årjängs kommun
- Grums kommun
- Eda kommun
- Storfors kommun
- Munkfors kommun
- Degerfors kommun

## Geografisk statistik

### Tätorter
De 5 största tätorterna i landskapet enligt SCB 2018 (senaste tätortsmätning):
| \| Nr \| Tätort \| Folkmängd \| \| -- \| ------------ \| --------- \| \| 1 \| Karlstad \| 64 214 \| \| 2 \| Karlskoga \| 27 562 \| \| 3 \| Kristinehamn \| 18 700 \| \| 4 \| Skoghall \| 14 368 \| \| 5 \| Arvika \| 14 095 \| Residensstaden är i fet stil |              |           |
| Nr | Tätort       | Folkmängd |
| 1 | Karlstad     | 64 214    |
| 2 | Karlskoga    | 27 562    |
| 3 | Kristinehamn | 18 700    |
| 4 | Skoghall     | 14 368    |
| 5 | Arvika       | 14 095    |

### Sjöar, öar, berg och vattendrag
| Större sjöar (areal i km2) - Vänern (del av) 5 648 - Glafsfjorden 102 - Värmeln 80 - Mellanfryken 46 - Övre Fryken 42 - Stora Gla 34 - Skagern (del av) 34 - Vismen (större del av) ≤ 10 - Visten 32 - Ullvettern 29 - Yngen 27 - Västra Silen (del av) ca 25 - Gapern 21 | Större öar (bokstavsordning) - Hammarön - Jäverön - Lurö - Tingvallaön - Vålön - Åsundaön | Berg - Granberget 701 m ö.h. - Västersjöknölen 695 m ö.h. - Brånberget 691 m ö.h. - Björnåsen 685 m ö.h. - Knallen 681 m ö.h. - Rökknölen 677 m ö.h. - Långberget 630 m ö.h. - Branäsberget 567 m ö.h. - Tossebergsklätten 343 m ö.h. | Vattendrag - Byälven - Klarälven - Norsälven - Gullspångsälven |

## Sevärdheter
- Selma Lagerlöfs hem och minnesgård Mårbacka
- Rottneros Park
- Tossebergsklätten
- Alsters herrgård
- Gammelvala
- Värmlands Museum
- Lerinmuseet
- Geijersgården i Ransäter (födelsegård för bland annat Erik Gustaf Geijer och F. A. Dahlgren (”Fredrik på Ransätt”))
- Mariebergsskogen
- Rackstadmuseet
- Klässbols linneväveri
- Brigadmuseet
- Björkborns herrgård

## Kultur

### Idrott

#### Vintersport
I Värmland finns flera större anläggningar för vintersport:

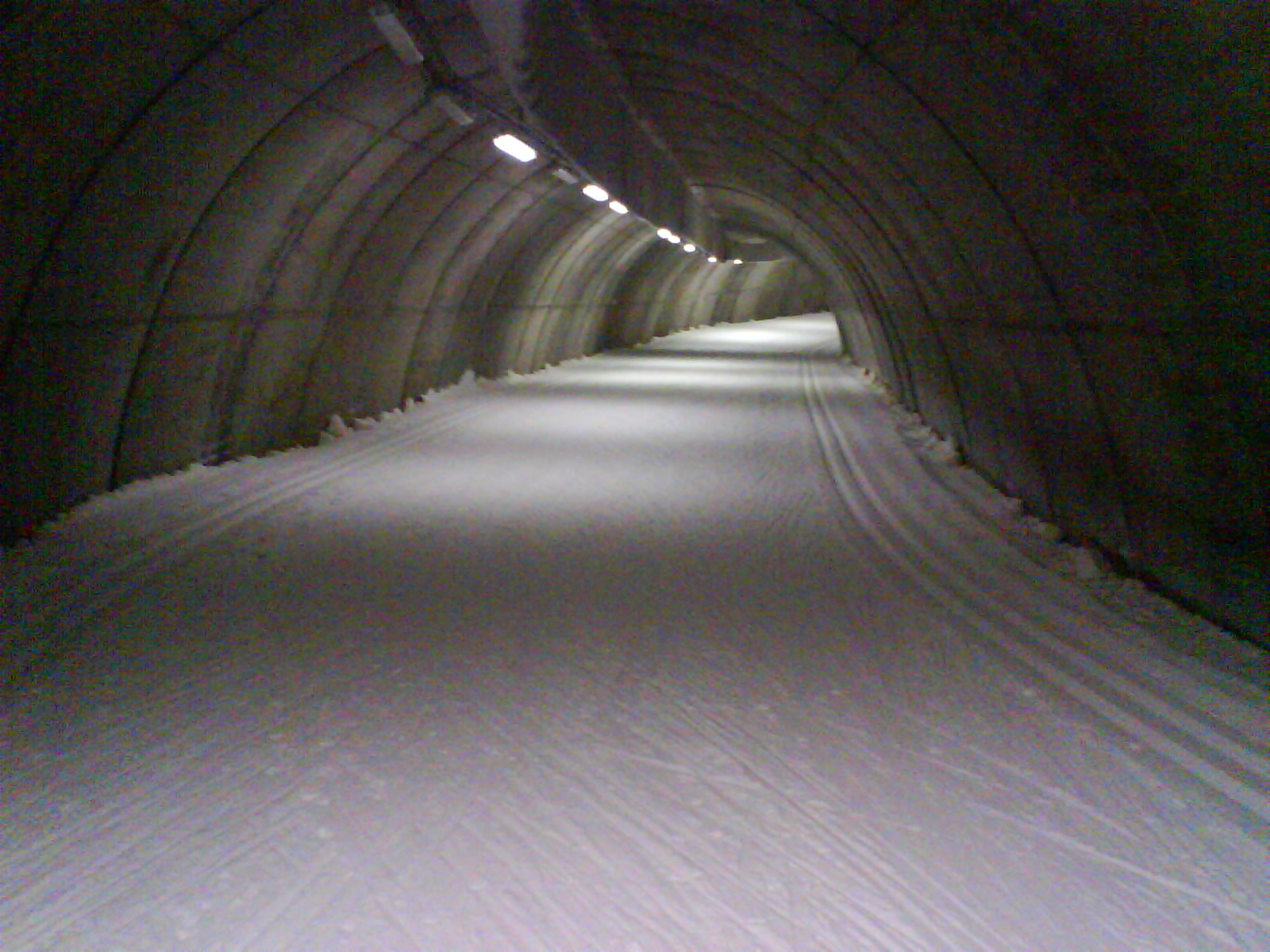
Torsby Skidtunnel.

- I Torsby finns Torsby Skidtunnel & Sportcenter. Torsby Skidtunnel & Sportcenter är en komplett träningsanläggning inom- och utomhus.[26] Skidtunneln invigdes 2006 och är den första skidtunneln i Sverige.[26] Skidtunneln har en längd på 1,3 kilometer, men skidåkning kan ske i tunnelns båda riktningar, vilket ger en total spårlängd om drygt 2,5 kilometer.[26][27] Vid sin invigning var skidtunneln den längsta skidtunneln i världen.[28] I inomhusanläggningen finns även den första inomhusbanan för skidskytte i Sverige.[29] Anläggningen innehåller även ett komplett testcenter, med möjligheter till bland annat laktattröskeltest.[30][31] I utomhusanläggningen finns flera spår för längdskidåkning, skjutbanor för skidskytte och en skidbacke för alpin skidåkning.[27][30][32][33] Totalt finns det upp till 50 kilometer längdskidspår i området.[27] Torsby Skidtunnel & Sportcenter är en officiell samarbetspartner till Svenska Längdskidlandslaget.[34] Anläggningen används regelbundet av elit- och landslagsidrottare från Sverige och andra länder. Torsby Skidtunnel & Sportcenter är ett officiellt Vasaloppscenter.[27] I direkt anslutning till anläggningen finns Torsby Sporthotell.[27] I närheten av anläggningen ligger även det större Valbergsängen Sporthotell.[27] Anläggningen ligger intill Torsby flygplats, med reguljärflyg till och från Arlanda.[26]

- I Torsby ligger gymnasieskolan Stjerneskolan, som är specialiserad på idrott. Skolan har idrottsprogram inom annat längdskidåkning, skidskytte och alpin skidåkning.[35][36] Programmen inom längdskidåkning och skidskytte  utgör riksidrottsgymnasium (RIG).[36] Bland tidigare elever på skidgymnasiet i Torsby finns Gunde Svan, Stina Nilsson och Linn Persson.[37][38]

- I Finnskogen nordväst om Torsby ligger anläggningen Mattila. Mattila är en finngård med anor från 1640-talet. Runt finngården finns en anläggning med stugor, vandrarhem, restaurang, skidstadion och ett omfattande system av längdskidspår.[39][40] Anläggningen har upp till 17 mil längskidspår, beroende på snötillgång.[41] Vissa längskidspår sträcker sig ända in i Norge.[41] Längdskidspåren prepareras av samma pistmaskin som användes under skid-VM i Falun.[42][41]  Mattila har snö- och köldgaranti från 1 december till 15 april.[40] Varje år arrangeras längdskidtävlingen Mattila Ski Marathon i Mattila. Tävlingen är en seedningstävling för Vasaloppet.[40][43]

- Norr om Sysslebäck i norra Värmland ligger längdskidanläggningen Långberget. Anläggningen ligger 630 meter över havet.[43] I Långberget finns totalt 63 kilometer längdskidåkningsspår samt en mindre skidbacke för alpin skidåkning, sporthotell och vandrarhem.[44][32] Långberget är ett officiellt Vasaloppscenter.[43]

- I Filipstad i östra Värmland ligger idrottsanläggningen Kalhyttan. I anlägningen finns en multisportarena, en konstsnöanläggning och flera spår för längdskidåkning.[42][45] Kalhyttan har ett av Sveriges modernaste konstsnösystem.[46] Anläggningen har totalt 40 kilometer längdskidspår, inklusive ett 4 kilometer långt längdskidspår med konstsnö.[47] Kalhyttan har varit arena för skid-SM vid ett tiotal tillfällen.[48]

I Värmland finns flera skidanläggningar:

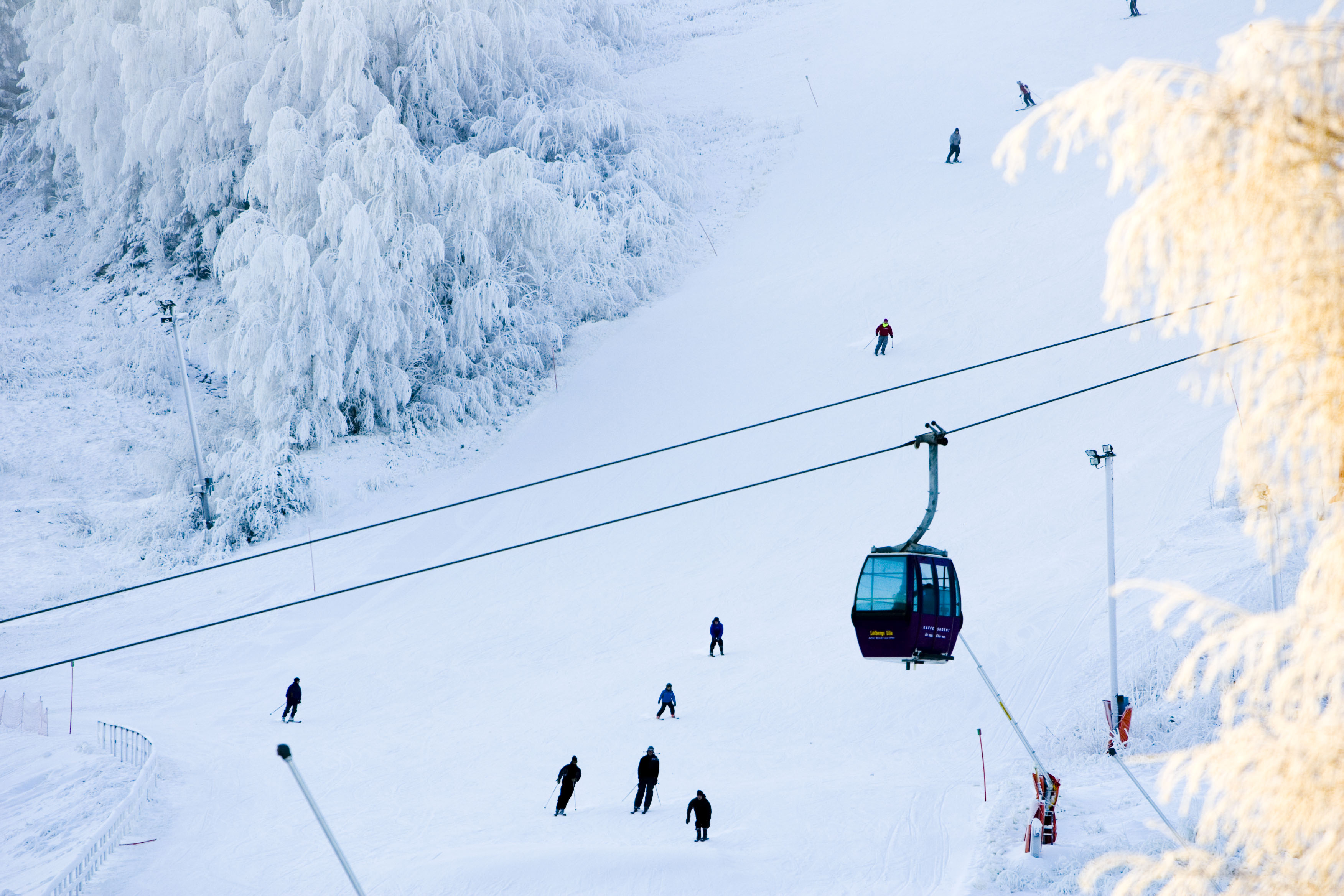
Gondolliften i Branäs.

- Skidaläggningen Branäs ligger väster om Dalby och Klarälven i norra Värmland. Branäs är den största skidanläggningen i Värmland och den fjärde största skidanläggningen i Sverige.[42][32]  Anläggningen har 33 nedfarter, 30 liftar (varav en gondollift), totalt 29 kilometer längdskidåkningsspår och en skicrossbana.[42][32][49] Branäsberget har en fallhöjd på 415 meter.[49] De längsta två nedfarterna är 3 000 m långa vardera.[32]

- Skidanläggningen Hovfjället ligger utanför Torsby. Skidanläggningen ligger 542 meter över havet.[42] Hovfjället har 13 nedfarter, sex liftar och totalt 22 kilometer längdskidåkningsspår.[32] Skidorten har varit i bruk sedan 1960-talet.[50]

- Valfjället Skicenter ligger nära Gryttved, väster om Åmotfors i västra Värmland. Skidanläggningen har 12 nedfarter, fem liftar och flera spår för längdskidåkning.[51] Med en fallhöjd på 220 meter har Valfjället en av södra Sveriges högsta fallhöjder.[42] Den längsta nedfarten är 1 800 meter lång.[42]

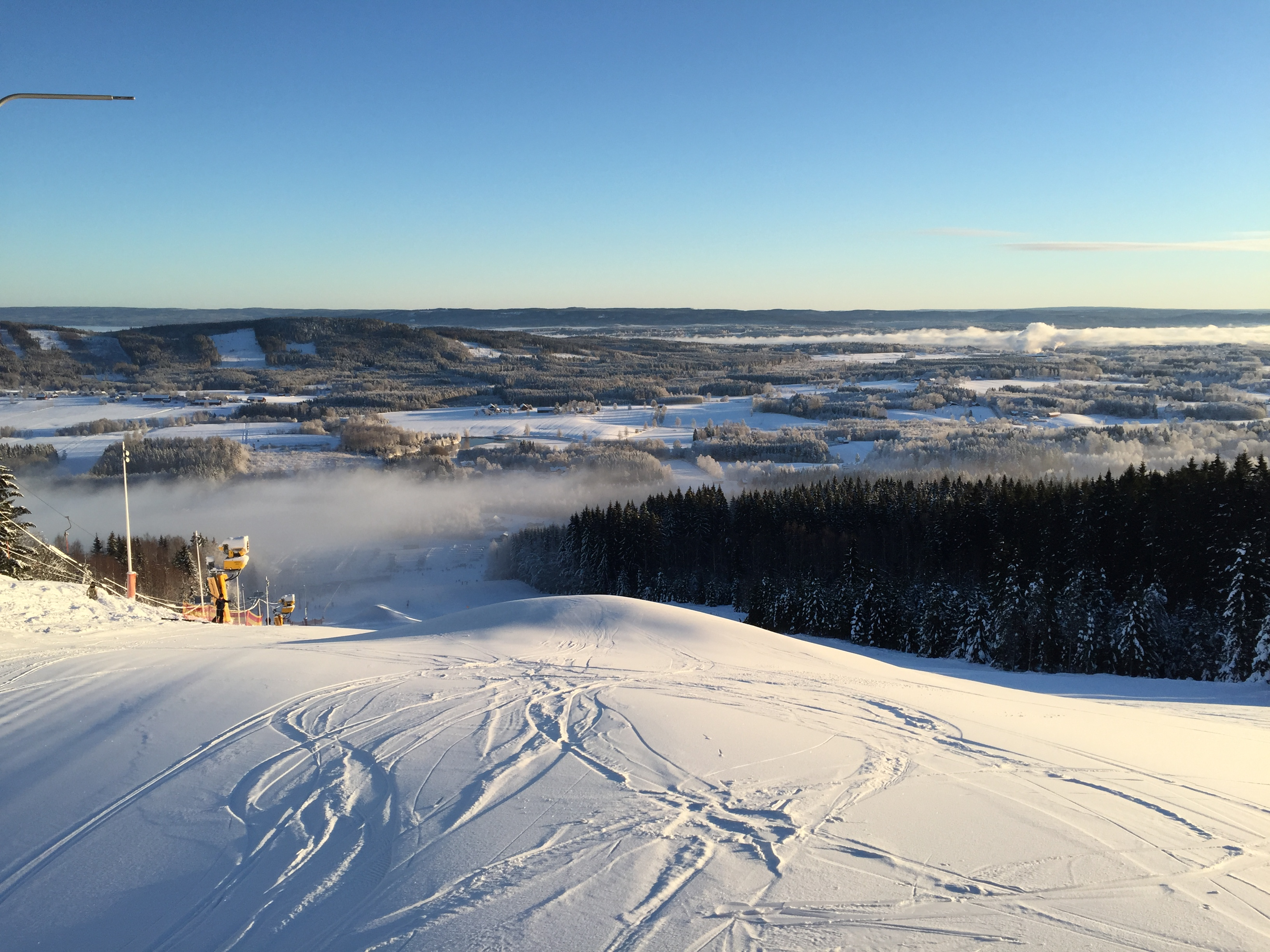
Utsikt i Ski Sunne.

- Skidanläggningen Ski Sunne (även kallad Finnfallet) ligger utanför Sunne. Anläggningen har 10 nedfarter och sju liftar (varav två stolliftar).[52][53] Ski Sunne har en fallhöjd på 265 meter.[54] Den längsta nedfarten är 1 800 meter lång.[52] Ski Sunne drivs och används av slalomklubben Sunne Alpina Klubb.[55] Sunne Alpina Klubb arrangerade Alpina SM på anläggningen år 1981 och 1987.[56]

- Skidanläggningen Frykstabacken (även kallad Kils Slalombacke) ligger utanför Kil. Skidanläggningen har fyra nedfarter, två knappliftar och ett åkband.[57][58] Frykstabacken drivs av slalomklubben Kils Slalomklubb.[59]